# Шиндер, Антон Павлович
Анто́н Па́влович Ши́ндер (укр. Антон Павлович Шиндер; 13 июня 1987, Сумы, Украинская ССР, СССР) — украинский футболист, нападающий.

## Карьера
Воспитанник сумского футбола. Первый тренер — Андрей Шуренков. Выступал за команды «Шахтёр» (Донецк), немецкие «Гройтер Фюрт», «Аален», «Ян Регенсбург». Вызывался в молодёжную сборную Украины. В июле 2010 года перешёл в симферопольскую «Таврию», с которой подписал контракт на 2 года.
15 августа 2013 года заключил 4-летний контракт с донецким «Шахтёром». 25 июля 2014 года на правах аренды перешёл в одесский «Черноморец». Затем перешёл в субаренду в полтавскую «Ворсклу». В июне 2015 года покинул одесский клуб в связи с окончанием действия контракта.
11 июля 2016 года Шиндер стал игроком российского «Амкара», соглашение было рассчитано на 2 года.
В марте 2018 года Шиндер перешёл в казахстанский клуб «Тобол». Но главный тренер Владимир Никитенко редко выпускал его на поле, хотя в 6 матчах Антон забил три гола.
В июне 2018 года футболист заключил двухлетний контракт с венгерским клубом «Кишварда», который сумел пробиться в элитный дивизион чемпионата Венгрии.

## В сборной
В сборной Украины Шиндер дебютировал 6 сентября 2011 года в товарищеском матче против сборной Чехии (0:4).